# رونی (بازیکن فوتبال، زاده ۱۹۹۵)
رونی (انگلیسی: Rony؛ زادهٔ ۱۱ مهٔ ۱۹۹۵) بازیکن فوتبال اهل برزیل است.
از باشگاه‌هایی که در آن بازی کرده است می‌توان به باشگاه فوتبال اتلتیکو پارانائنزه اشاره کرد.
وی همچنین در تیم ملی فوتبال برزیل بازی کرده است.